# 墨脱石杉
墨脱石杉（学名：Huperzia medogensis）为石杉科石杉属下的一个种。

## 扩展阅读
- 維基物種上的相關：墨脱石杉